# 유서연 (배구 선수)
유서연(1999년 1월 12일 ~ )은 대한민국의 여자 배구 선수이다. 포지션은 레프트와 라이트이고 현재 GS칼텍스 소속이다. 배구 선수 중에는 단신인 편이지만 수비와 더불어 공격이 뛰어나다는 평가를 받는다고 한다.

## 선수 경력
경상남도 진주시 출신으로 경해여자중학교와 선명여자고등학교를 졸업했다.
16-17 신인 드래프트에서 1라운드 4순위로 인천 흥국생명 핑크스파이더스에 입단했다가, FA 김해란의 보상 선수로 대전 KGC인삼공사 배구단으로 팀을 옮겼다.
2017-2018시즌을 앞두고 경북 김천 하이패스로 다시 팀을 옮겼는데, 임의 탈퇴 신분이었던 오지영과 전격 트레이드 되어 이적한 것이다.
2018-19시즌 초반에는 외국인 선수 이바나 네소비치 선수의 대체선수로 활약하였는데, 2018년 11월 7일 KGC인삼공사전에서 22득점을 올리는 놀라운 활약을 펼쳤다.
2019-20시즌을 마지막으로 도로공사에서 GS칼텍스로 이적하였다. 이 트레이드에서 GS 칼텍스는 이고은과 한송희를 보내고 도로공사는 유서연과 이원정을 보냈다.  
2020-21시즌 GS 칼텍스로 팀을 이적하였다. 백업선수 층의 두터움을 강조하는 차상현 감독의 지휘 아래 벤치 멤버로 많은 경기에 출전하였다. 강소휘와 이소영의 백업 멤버로 GS 칼텍스가 트레블을 달성하는 데에 있어 활약하였다.
2021-2022시즌 팀의 주축멤버이자 주장이었던 이소영이 kgc 인삼공사로 이적하면서 유서연이 많은 활약을 할 것으로 기되된다. 

## 클럽
- 2016-2017 : 흥국생명 입단
- 2017 : KGC 인삼공사
- 2017-2020 : 한국 도로공사
- 2020- : GS 칼텍스

## 국가 대표
제 5회 AVC컵 여자배구대회 국가대표로 나섰다. 당시 고등학교 신분이었던 유서연은 차세대 국가대표로 선발되어 AVC컵에 출전하였다. 배구 협회는 이 대회를 훗날의 올림픽의 주축이 될 어린 선수들을 뽑았다고 한다. 당시 국가 대표에 최종 선발 된 선수로는 현재 KGC 인삼공사의 정호영 선수와 한국도로공사의 이고은 선수가 있다. 

## 기타
도쿄올림픽에서 활약한 세터 안혜진 선수와 절친한 사이로 알려져 있다. 같이 이적한 이원정 선수와도 친분이 두텁다. 우승과도 연관이 매우 깊다. 도로공사 시절에도 우승을 하였고 GS 칼텍스로 이적한 뒤에도 한 시즌에 있는 모든 대회에서 우승하였다. 이 때문에 '우승청부사'라고 불리기도 한다. 부모님 모두 배구선수 출신이다.